# Henryk Ronek
Henryk Ronek (ur. 3 stycznia 1945) – polski ekonomista, doktor habilitowany nauk ekonomicznych, emerytowany wykładowca Uniwersytetu Marii Curie-Skłodowskiej (UMCS).
W 1977 na Wydziale Ekonomicznym UMCS uzyskał stopień doktora habilitowanego nauk ekonomicznych za pracę pt. Problem czasu w rachunku kosztów przedsiębiorstw przemysłowych. Stopień doktora habilitowanego nauk ekonomicznych uzyskał na tym samym wydziale w 1996 w oparciu o pracę pt. Pragmatyczna metodologia rachunkowości.
Od 1969 był zatrudniony na Wydziale Ekonomicznym UMCS. Był kierownikiem Zakładu Rachunkowości oraz dyrektorem Instytutu Zarządzania i Marketingu. W latach 1998–2004 był kierownikiem Katedry Rachunkowości na Wydziale Nauk Społecznych KUL. Był też dziekanem Wydziału Ekonomii w Puławskiej Szkole Wyższej, wykładał też w Wyższej Szkole Przedsiębiorczości i Administracji w Lublinie. Współpracownik Stowarzyszenia Księgowych w Polsce.
Był członkiem Rady Nadzorczej Lubelsko-Małopolskiej Spółki Cukrowej S.A. (2002) i Krajowej Spółki Cukrowej (2006–2008, 2016–2017).